# Antirrhinum graniticum
Antirrhinum graniticum ist eine Pflanzenart aus der Gattung der Löwenmäuler (Antirrhinum) in der Familie der Wegerichgewächse (Plantaginaceae).

## Beschreibung
Antirrhinum graniticum ist eine ausdauernde, krautige Pflanze, deren aufrecht bis aufsteigend wachsende und manchmal windende Stängel Wuchshöhen von bis zu 120 cm erreichen. Die Pflanze ist meist komplett drüsig behaart. Die unten meist gegenständig und oben meist wechselständig stehenden Laubblätter sind 15 bis 50 mm lang und 3 bis 12 (selten bis 20) mm breit. Ihre Form ist eiförmig bis langgestreckt-lanzettlich. 
Die Tragblätter sind 3 bis 10 mm lang. Die Blütenstiele sind 3 bis 15 mm lang und sind meist länger als die Tragblätter. Der Kelch ist mit (selten nur 5 bis) 7 bis 10 mm langen, eiförmigen und nahezu spitzen Kelchzipfeln besetzt. Die Krone ist (selten nur 22 bis) 25 bis 32 mm lang und violett oder weißlich mit einem gelb Gaumen gefärbt.
Die Früchte sind langgestreckte, drüsig behaarte Kapseln mit einer Länge von 8 bis 10 mm.
Die Chromosomenzahl beträgt 2n = 16 oder 24.

## Vorkommen und Standorte
Die Art kommt in der Mitte und im Süden Spaniens und im Norden und der Mitte Portugals vor. Sie wächst an Felsen und Wänden und steinigen Berghängen und ist kalkmeidend.

## Systematik
Man kann drei Unterarten unterscheiden:
- Antirrhinum graniticum subsp. boissieri (Rothm.) Valdés: Sie kommt in Spanien und in Portugal vor.[2]
- Antirrhinum graniticum subsp. graniticum
- Antirrhinum graniticum subsp. onubensis (Fern. Casas) Valdés: Sie kommt in Spanien vor.[2]